# Cultura de Deir Tasa
A cultura Tasiana (aprox. 4 500 a.C.), proposta em 1934 após escavações no sítio de Der-Tasa (Alto Egito), têm constantemente sido debatida no mundo acadêmico, pois muitos imaginam que ela não exista e que possivelmente não passe de um componente da cultura badariana. Recentes descobertas realizadas no deserto oriental, no sítio de Uádi Atula (datado entre 4940-4 455 a.C.), indicam que a cultura tasiana realmente existiu como uma entidade cultural a parte, embora divergências também tenham sido constatadas nas escavações do novo sítio. Material semelhante ao descoberto em Uádi Atula foi identificado no deserto ocidental, no sítio de Gebal Ramlah (perto de Nabta Plaia) e no vale do Nilo em uma caverna em Uádi Elhol.
A cultura tasiana foi notável pela produção de cerâmica incisa marrom ou vermelha com a parte superior preta. Sua economia era baseada no cultivo de trigo e cevada. Em vista da tenuidade dos achados do período, Flinders Petrie desenvolveu um sistema chamado de Datação Sequencial pelo qual a data relativa, se não a data absoluta, de um determinado local do período pode ser verificado através do exame das alças de peças de cerâmica. Uma vez que há pouca diferença entre a cerâmica Tasiana e Badariana, a cultura Tasiana sobrepõe-se ao local da cultura Badariana na escala entre S.D. 21 e 29 de forma significativa. A partir do período Tasiano em diante, parece que o Alto Egito foi fortemente influenciado pela cultura do Baixo Egito.